# NSI-189
NSI-189 — экспериментальный фармакологический препарат, проявляющий антидепрессивную и ноотропную активность. Корпорация Neuralstem производит клинические испытания эффективности препарата при большом депрессивном расстройстве и планирует проводить его клинические испытания для ряда других неврологических состояний.

## История исследования
Соединение было синтезировано с помощью фенотипического скрининга с библиотекой из 10 269 веществ для идентификации соединений, которые способствовали нейрогенезу in vitro. Исследования на грызунах в 2016 году показали, что NSI-189 повысило пролиферативную активность клеток гиппокампа.
NSI-189 прошёл первую фазу клинических испытаний на 41 добровольце в 2011 году. Фаза Ib клинических исследований на 24 пациентах с БДР проходила с 2012 по июль 2014 года, результаты опубликованы в декабре 2015 года. В июле 2017 г. были анонсированы результаты II фазы исследования на 220 пациентах, предварительные данные не внушали оптимизма (после анонса акции Neuralstem упали на 61 %), однако более подробный анализ результатов испытаний был опубликован в декабре 2017 года и январе 2018 года, в котором было выявлено статистически значимое улучшение по шкалам депрессии и когнитивной работоспособности у пациентов при суточной дозировке 40 мг. Особого внимания заслуживают улучшения в долговременной памяти (размер коэффициента Коэна d = 1.12, p = 0.002), рабочей памяти (d = 0.81, p = 0.020) и работоспособности (d = 0.66, p = 0.048), измеренные компьютеризированным тестом CogScreen.
В августе 2020 года было проведено ещё одно исследование второй фазы испытаний с участием 220 человек. Суточная доза 80 мг NSI-189 продемонстрировала значительное преимущество перед плацебо в подгруппе пациентов с умеренной депрессией, но оно не было значительным у пациентов с тяжёлой депрессией. В исследовании делается вывод, что NSI-189 эффективен в качестве безопасной дополнительной терапии, при этом наиболее ярко антидепрессивные и прокогнитивные эффекты проявлялись у пациентов с умеренной депрессией.
Также корпорация Neuralstem заявила, что намерена продолжить клинические испытания NSI-189 для ряда других неврологических состояний, включая черепно-мозговую травму, болезнь Альцгеймера, посттравматическое стрессовое расстройство, инсульт, а также для предотвращения снижения когнитивных функций и памяти в старческом возрасте.
Несмотря на отсутствие рекреационного спроса на препарат, в некоторых странах со строгим законодательством в отношении психоактивных веществ он рассматривается как производное BZP (N-бензилпиперазина). Также обращает на себя внимание недостаточность объёма независимых исследований NSI-189 и отсутствие на данный момент информации о побочных эффектах при его применении в клинической практике.

## Механизм действия
Точный механизм действия препарата не установлен. Возможный механизм действия связан с общей для производных BZP (N-бензилпиперазина) способностью увеличивать выброс катехоламинов, в особенности дофамина и норадреналина, из пресинаптических окончаний. Однако точная биологическая мишень соединения до сих пор не идентифицирована: скрининг 57 мишеней нейротрансмиттеров (рецепторы, транспортеры, ионные каналы) и более 900 киназ не выявил активности.

## Законодательное регулирование
В России NSI-189 входит в Список II Перечня наркотических средств, психотропных веществ и их прекурсоров, подлежащих контролю в Российской Федерации, подлежит контролю как производное BZP (N-бензилпиперазина). Химическая структура NSI-189 ((4-бензилпиперазин-1-ил)-[2-(3-метилбутиламино)пиридин-3-ил]метанон) может рассматриваться как производное химической структуры соединения BZP (N-бензилпиперазина) с заменой атома водорода в четвертом положении на одновалентный заместитель атома – (2-(изопентиламино)пиридин-3-ил)карбонильную группу. На основании этого и с учётом пункта 6 примечаний к Перечню наркотических средств, психотропных веществ и их прекурсоров, подлежащих контролю в Российской Федерации, а также методическим подходам по отнесению соединений к производным наркотических средств и психотропных веществ (от 19 ноября 2012 года, № 1178), NSI-189 является производным BZP (N-бензилпиперазина), и оборот его в Российской Федерации находится под контролем государства (при позиции «BZP (N-бензилпиперазин) и его производные, за исключением производных, включённых в качестве самостоятельных позиций в перечень»). Государственный контроль за оборотом производных BZP (N-бензилпиперазина) установлен в связи Постановлением Правительства РФ от 06.10.2011 г. N 822.
По аналогичной причине препарат подлежит контролю в республике Южная Осетия, так как Южная Осетия обладает схожим законом.
В Польше урегулирован 11 марта 2021 г., занесён в список новых психоактивных веществ (Акт от 29 июля 2005 г. о противодействии наркомании).